# Nicolaes Molenaer

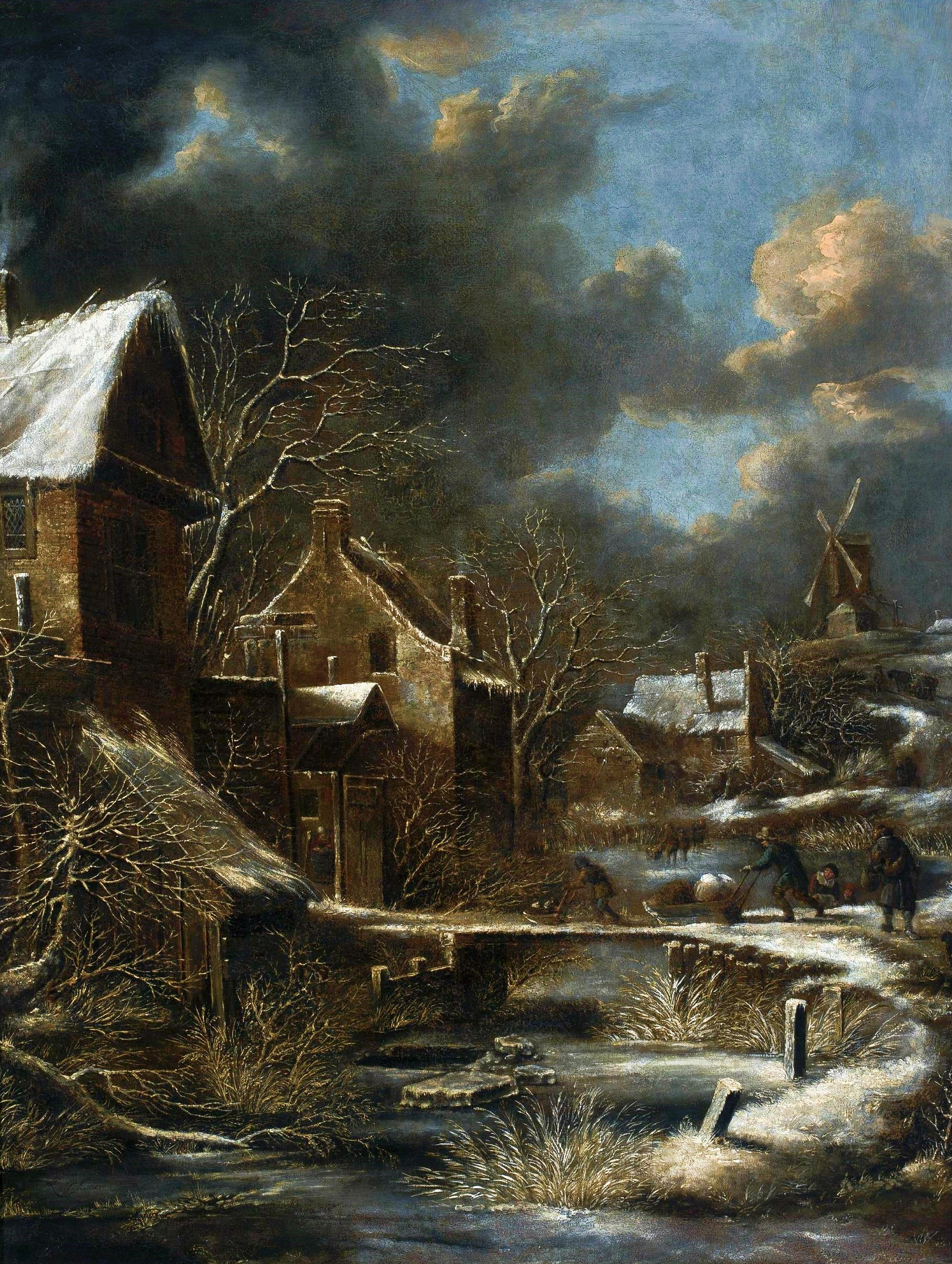
Zimowy pejzaż, Muzeum Narodowe w Warszawie, Wilanów

Nicolaes Molenaer (także Klaes lub Claes) (ur. 1628 lub 1629 w Haarlemie, poch. 31 grudnia 1676 tamże) – holenderski malarz barokowy.

## Życiorys
Uczeń Nicolaasa Piemonta. Prawdopodobnie uczył się malarstwa również u swojego brata Jana Miense Molenaera, z którym mieszkał od lutego 1637 do listopada 1648 w jego domu w Amsterdamie. Jego drugim bratem był również malarz - Bartholomeus Molenaer. 
W 1651 Nicolas Molenaer osiadł w Haarlemie i w tymże roku został członkiem tamtejszej gildii św. Łukasza.

## Twórczość
Uprawiał malarstwo pejzażowe i rodzajowe. Tworzył początkowo pod wpływem Jana van Goyena, a później Jacoba van Ruisdaela.
W zbiorach Muzeum Narodowego w Warszawie znajduje się obraz artysty zatytułowany Zima (Zimowy pejzaż).